# Avelino Riopedre
Avelino Riopedre Muiña (Gijón, Asturias, España, 11 de noviembre de 1971) es un exfutbolista español que jugaba de centrocampista.

## Trayectoria
Comenzó a jugar en el Veriña Club de Fútbol hasta que fue fichado por el Real Sporting de Gijón. Debutó con el primer equipo en la temporada 1991-92, en la que disputó veinticinco partidos y anotó un gol. La aportación del centrocampista descendió en los años siguientes, jugando apenas unos encuentros por temporada, hasta la campaña 1995-96 en la que participó en veintinueve encuentros, mientras que en la siguiente la cifra quedó en diecinueve.
Al no acabar de encontrar su lugar en el equipo sportinguista, en la temporada 1998-99 fichó por la Cultural y Deportiva Leonesa de Segunda División B. Tras dos años, fichó por el Zamora C. F., donde militó hasta la mitad de la temporada 2001-02. El resto de esa campaña lo pasó en el Torredonjimeno C. F., club en el que jugó hasta 2006. Su último equipo fue el Martos C. D. de la categoría Regional Preferente de Andalucía, donde se retiró en 2007. Después de colgar las botas, continuó vinculado al mundo del fútbol ostentando diversos cargos dentro del organigrama del Torredonjimeno.

## Selección nacional
Fue internacional con la selección española sub-21, con la que disputó las Eurocopas de 1992 y 1994.

## Clubes
| Club                         | País   | Año       |
| ---------------------------- | ------ | --------- |
| Real Sporting de Gijón "B"   | España | 1990-1991 |
| Real Sporting de Gijón       | España | 1991-1998 |
| Cultural y Deportiva Leonesa | España | 1998-2000 |
| Zamora C. F.                 | España | 2000-2002 |
| Torredonjimeno C. F.         | España | 2002-2006 |
| Martos C. D.                 | España | 2006-2007 |